# 下眼俯海鯰
下眼俯海鯰為輻鰭魚綱鯰形目海鯰科的其中一種，分布於中美洲巴拿馬太平洋岸的淡水、半鹹水、鹹水水域，體長可達35公分，棲息在沿海、河口區，屬肉食性，生活習性不明，可做為食用魚。

## 擴展閱讀
維基物種上的相關：下眼俯海鯰